# Karol Affaita
Karol Affaita (zm. 31 grudnia 1692 roku w okolicach miasta Como) – Włoch, kantor warmińskiej kapituły katedralnej w 1661 roku, kanonik gnieźnieńskiej kapituły katedralnej fundi Sieradz w 1691 roku, kanonik łowicki, pleban w Chruślinie.